# Zum Weißen Ross (Roman)
Zum Weißen Ross (französisch: Le Cheval Blanc) ist ein Roman des belgischen Schriftstellers Georges Simenon. Er entstand im März 1938 in Porquerolles und erschien im November desselben Jahres bei der Éditions Gallimard nach einer Vorabveröffentlichung in der Literaturzeitschrift La Revue de Paris vom 1. Mai bis 15. Juni 1938. Die erste deutsche Übersetzung von Trude Fein veröffentlichte 1980 der Diogenes Verlag.
Der Roman verknüpft zwei unterschiedliche Milieus miteinander: das Leben der Wirtsleute und ihrer Bediensteten in einem Gasthaus im Département Nièvre und die Mitglieder einer kleinbürgerlichen Familie, die im Lokal verkehren. Den Schnittpunkt der beiden Gruppen bildet ein Onkel der Familie, der als heruntergekommener Nachtwächter im Gasthaus lebt und ständig davon redet, einmal einen Menschen umzubringen.

## Inhalt

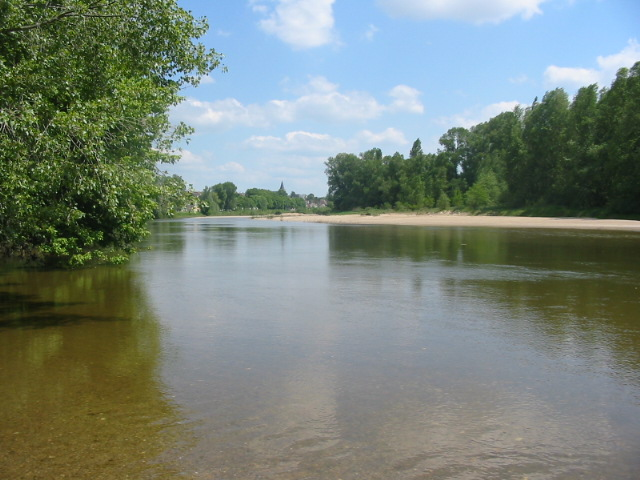
Die Loire bei Pouilly-sur-Loire

An der Route nationale zwischen Pouilly und Nevers liegt das Gasthaus Zum Weißen Ross. Es steht unter der Leitung von Monsieur Jean und Madame Fernande, zwei Wirtsleuten von ganz unterschiedlicher Mentalität. Monsieur Jean ist aufbrausend und hinter jedem Rock des Personals her, insbesondere den beiden Dienstmädchen Therese und Rose. Seine Frau Fernande dagegen gibt sich reserviert, scheint vor allem am Verdienst interessiert und ist beim Personal gefürchtet. Zu diesem gehören weiterhin die alte Nine, deren Beine so stark geschwollen sind, dass sie kaum mehr stehen kann, Melanie, eine Aushilfe aus der Nachbarschaft, und der heruntergekommene Nachtwächter Felix Drouin.
An Pfingsten nach einer Wanderung an der Loire trifft die Familie Arbelet aus Nevers, Vater Maurice, Mutter Germaine und die beiden Söhne Emile und Christian, im Weißen Ross ein, um dort zu übernachten. Obwohl die Arbelets gewohnt sind, zu sparen und allen Vergnügungen zu entsagen, ist Maurice auf Anhieb fasziniert von der lebhaften, ungezwungenen Atmosphäre des Gasthauses, wozu nicht zuletzt die hübsche junge Kellnerin Rose beiträgt. Nachdem er am Abend zu viel getrunken hat, begegnet Maurice dem Nachtwächter, in dem er einen Onkel seiner Frau wiedererkennt. Onkel Felix diente als Soldat in den französischen Kolonien, bis ihn der traumatische Selbstmord eines Kameraden aus der Bahn warf. Inzwischen vegetiert er völlig heruntergekommen und von einer unausgeheilten Malaria geplagt in der Garage des Gasthauses und murmelt fortwährend vor sich hin: „Eine Scheiße ist das!“ oder „Ich bring noch mal einen um!“
Bereits am folgenden Tag kehrt Arbelet zurück ins Weiße Ross, vorgeblich um dem gefallenen Onkel einen Platz im Altersheim anzubieten, was dieser brüsk zurückweist. Trotz der Abfuhr kann sich Arbelet nicht von der Atmosphäre des Gasthofs trennen, und er wird in eine handgreifliche Auseinandersetzung zwischen dem polnischen Ehemann von Therese und dem fremdgehenden Wirt verwickelt, in deren Verlauf eine Wasserflasche an seinem Kopf zerschellt. Dass die medizinische Versorgung eine abermalige Nacht im Gasthof notwendig macht, ist Arbelet nur zu recht, und es muss am nächsten Morgen erst seine Frau persönlich vor Ort erscheinen, um ihn aus dem Bann des Weißen Rosses zu reißen.
Nach Arbelets Abgang spitzen sich die Ereignisse im Gasthof zu. Felix hat einen Malariaanfall, und der herbeigerufene Doktor offenbart Monsieur Jean, dass dieser sich mit Syphilis angesteckt hat, ausgerechnet bei der vermeintlich unschuldigen Rose, die sich heimlich prostituiert. Unter dem Stress eines besonders betriebsamen Abends im Gasthof bricht der Wirt zusammen. Verzweifelt in der Vorstellung befangen, im Wirtshaus und ganz allgemein in seinem Leben ohne Ausweg festzustecken, schließt er sich in seinem Zimmer ein. Seine Frau fürchtet, er habe den Revolver genommen, um Suizid zu begehen, doch tatsächlich ist der Revolver in den Händen von Felix. Der Nachtwächter hat sich derart in seine Wut auf die ganze Welt hineingesteigert, dass er sich in der Garage verbarrikadiert und auf jeden schießt, der sich ihm nähert. Am Ende jagt er sich, wie einst sein Kamerad in Afrika, eine Kugel in den geöffneten Mund. Schwer verletzt überlebt er den Schuss, in dem sich alle Spannungen des Abends entladen.
Vier Jahre später zieht es Maurice Arbelet bei einer Wanderung mit seiner Familie abermals zum Weißen Ross. Dort ist noch immer alles beim Alten. Nur Rose, nach der er Ausschau hält, hat inzwischen geheiratet und arbeitet nicht mehr im Gasthof. Onkel Felix fristet seine Tage noch immer in der Garage und verlangt nichts mehr vom Leben, als im Weißen Ross zu bleiben. Arbelet kann die Sehnsucht des Alten nur zu gut nachvollziehen. Doch er selbst kehrt mit seiner Familie wieder nach Nevers zurück, wo der Alltag auf sie wartet.

## Interpretation
Das Gasthaus Zum Weißen Ross wird für Stanley G. Eskin „zum Ort halb komischer, halb pathetischer ‚Fluchten‘“, ein Hauptthema im Werk Simenons. Dabei gerät Maurice Arbelet durch Zufall „in den Bannkreis des Rosses“ und wird „magisch von der turbulenten Wirtshauswelt angezogen“. Volker Albers vergleicht ihn mit Kees Popinga aus Der Mann, der den Zügen nachsah, beides Familienväter, „in die Simenon jene Sehnsüchte gepflanzt hat, die allgemein menschlich zu sein scheinen“, eine „ewige Suche nach dem anderen, nach dem, was jenseits der Normalität aufscheint“.
Der Nachtwächter Felix gehört für Pierre Assouline zu jenen Figuren, deren gesamte Psychologie sich in einem einzigen Satz zusammenfassen lässt: „Eine Scheiße ist das!“ Zum Leitmotiv des Romans wird sein Ausspruch: „Ich bring noch mal einen um!“ Anaïs Nin nannte Felix die „abstoßendste Figur“ in Simenons Werk. Doch wie so viele Figuren Simenons sei auch er letztlich nur ein Opfer der Umstände, indem er für ein Verbrechen angeklagt wurde, an dem er unschuldig war – den Suizid seines Kameraden in Kolonialafrika.
Die Ausbrüche der Männer bleiben letztlich ohne Konsequenz, was sowohl für den Ausspruch von Felix gilt wie für das „Schluss. Schluss. Schluss. Ich hab‘s satt!“ des Wirtes. Die Frauen sind laut Peter Kaiser „die Seismografinnen der eruptiven Schwingungen ihrer Männer“ Sie versuchen, der fortwährenden „Gefährdung durch die schlummernden Triebe ihrer Männer“ durch Beruhigung und Gleichmut entgegenzuwirken. Dazu gehört auch ihr Schweigen, ihr Vermeiden jeder Aussprache, die nicht wiedergutzumachende Folgen haben könnte. So lautet ein charakteristischer Ausspruch Fernandes: „Es gibt Dinge, über die man nicht spricht… Man richtet sich irgendwie ein…“

## Rezeption
Peter Kaiser fasste den Roman zusammen: „Auf 168 Seiten stellt Simenon das saubere, gesunde Vorstadt- und Reihenhausuniversum dem verlotterten, aber sehr lebendigen Wirtshausleben gegenüber.“ Die „große Meisterschaft Simenons“ zeige sich darin, in dem knappen Umfang des Romans alle Figuren so zu beschreiben, dass sie dem Leser präsent und in ihren Handlungen verständlich werden.
Kirkus Reviews urteilte: „Sehr hintergründiges und ein wenig schräges Werk eins kleinen Meisters des Pessimismus“. André Gide nannte Le Cheval Blanc „hinreißend“. Simenon selbst äußerte im Nachwort zu Die Marie vom Hafen den Wunsch, dass man seine Qualität als Schriftsteller „nach der Marie und nach dem Weißen Ross bewerte“.
Im Jahr 2002 veröffentlichte Preiser Records eine Hörbuchfassung des Romans, die Hans-Peter Bögel einlas.

## Ausgaben
- Georges Simenon: Le Cheval Blanc. Gallimard, Paris 1938 (Erstausgabe).
- Georges Simenon: Zum Weißen Ross. Übersetzung: Trude Fein. Diogenes, Zürich 1980, ISBN 3-257-01595-X.
- Georges Simenon: Zum Weißen Ross. Ausgewählte Romane in 50 Bänden, Band 13. Übersetzung: Trude Fein. Diogenes, Zürich 2011, ISBN 978-3-257-24113-6.